# A kristálytükör meghasadt
A kristálytükör meghasadt (The Mirror Crack’d from Side to Side) Agatha Christie regénye, amely 1962. november 12-én jelent meg az Egyesült Királyságban és 1963 szeptemberében az Amerikai Egyesült Államokban. A történet a kitalált St. Mary Meadben játszódik, főszereplője Miss Marple. Agatha Christie Margaret Rutherfordnak ajánlotta a könyvet, akit annak ellenére nagyra becsült, hogy Miss Marple alakítását nem tartotta meggyőzőnek.

## Címe
Tennyson balladája szerint Shalott várának elvarázsolt kisasszonyát az átok arra kárhoztatja, hogy a világtól elzárva egyre csak szőjön, s ki se nézhessen az ablakon a folyóra, Camelot vára felé. A szerencsétlen várkisasszony egyszer mégis kitekint az ablakon, s meglátja az arra lovagló Sir Lancelotot, és ekkor „lesújt az átok”.
Shalott várkisasszonyának átoksújtott tekintetéhez fogható csak az a pillantás, amely a híres filmszínésznő, Marina Gregg szemében jelenik meg hirtelen, miközben Gossington Hall lépcsőjén a Szent János Mentőszolgálat javára rendezett ünnepségre érkező vendégeket fogadja.

## Cselekménye
Heather Badcock mérgezett koktélt iszik azon a fogadáson, amelyet az ünnepelt amerikai filmszínésznő, Marina Gregg rendez. Az ügy rejtélyesnek tűnik, mivel első pillantásra hiányzik a gyilkosság indítéka. Minthogy az italt Marina Gregg nyújtotta át az áldozatnak, feltételezik, hogy Marina lett volna a valódi célpont.
Miss Marple azonban összerakja az apró információkat és rájön a gyilkos személyére és az indítékra: Amikor Heather Badcock megérkezett a fogadásra, elmesélte Marina Greggnek, hogy sok évvel azelőtt betegen elment autogramot kérni tőle. Marina arcára ekkor ül ki az átoksújtotta kifejezés, mert rájön, hogy Heather fertőzte meg azzal a betegséggel, amelynek következtében fogyatékos gyermeke született. Marina soha nem tudta feldolgozni ezt a tragédiát, és amikor szembesül az okozójával, meggyilkolja.

## Valós alapja
Christie valószínűleg Gene Tierney amerikai filmszínésznő valóban megtörtént tragédiáját vette a cselekmény alapjául. 1979-ben Tierney maga is megírta önéletrajzában a történetet, de az már jóval korábban ismert volt a sajtóból. 1943-ban Tierney első gyermekével volt várandós, amikor egy fellépés során rózsahimlős lett. Koraszülött gyermeke süket, részben vak és súlyosan fogyatékos lett, s végül intézetbe került. Utóbb Tierney megtudta egy rajongójától, hogy az kiszökött betegágyából autogramot kérni tőle. Az eset, beleértve azokat a körülményeket, ahogy a filmsztár szembesült az igazsággal, majdnem szó szerint megjelenik a krimiben.
Másik lehetőség, hogy az alapötlet az írónő saját tapasztalatából származik: a második világháború alatt Agatha Christie együtt dolgozott egy gyógyszerésszel, akinek a lánya megvakult a rózsahimlő következtében.

## Magyarul
- A kristálytükör meghasadt; ford. Veres Júlia; Magvető, Bp., 1978 (Albatrosz könyvek)

## Feldolgozásai
A regényből 1980-ban amerikai film készült, ebben Miss Marple szerepét Angela Lansbury alakította, de szerepelt még benne Elizabeth Taylor, Kim Novak, Geraldine Chaplin, Rock Hudson, Tony Curtis és Edward Fox is.
A BBC televíziósorozatában (1992) Miss Marple-t Joan Hickson, a 2010-es Miss Marple sorozatban, Julia McKenzie alakította.